# Пиньчувский повет
Пиньчувский повет (пол. Powiat pińczowski) — повет (район) в Польше, входит как административная единица в Свентокшиское воеводство. Центр повета — город Пиньчув. Занимает площадь 611,03 км². Население — 40 206 человек (на 30 июня 2015 года).

## Административное деление
- города: Дзялошице, Пиньчув
- городско-сельские гмины: Гмина Дзялошице, Гмина Пиньчув
- сельские гмины: Гмина Кийе, Гмина Михалув, Гмина Злота

## Демография
Население повета дано на 30 июня 2015 года.
| Перепись            | Всего  | Мужчины | Женщины |
| ------------------- | ------ | ------- | ------- |
|                     | чел.   | чел.    | чел.    |
| Всего               | 40 206 | 19 849  | 20 357  |
| Городское население | 12 105 | 5808    | 6297    |
| Сельское население  | 28 101 | 14 041  | 14 060  |

## Археология
От населённого пункта Злота (Zlota) получила название археологическая культура Злота со шнуровой керамикой в лёссовых областях Польши в районе большой излучины Вислы (2200—1700 года до н. э.). Представлена обширными, обычно грунтовыми, могильниками со скорченными костяками (иногда в катакомбах). Интересны ритуальные захоронения коров, свиней и лошадей. Керамика представляет смешанные формы и стили различных групп шнуровой керамики культуры. Племена культуры Злота были оседлыми земледельцами и скотоводами.